# Nolina parryi
Espèce
Synonymes
- Nolina bigelovii var. parryi (S. Wats.) L. Benson[2]
- Nolina bigelovii var. wolfii (Munz) L. Benson[2]
- Nolina parryi subsp. wolfii Munz[2]
- Nolina wolfii (Munz) Munz[2]

Nolina parryi est une espèce végétale de la famille des Asparagaceae. Elle pousse en Californie (États-Unis) dans les terrains rocailleux arides, entre 900 et 2100 m d'altitude. 

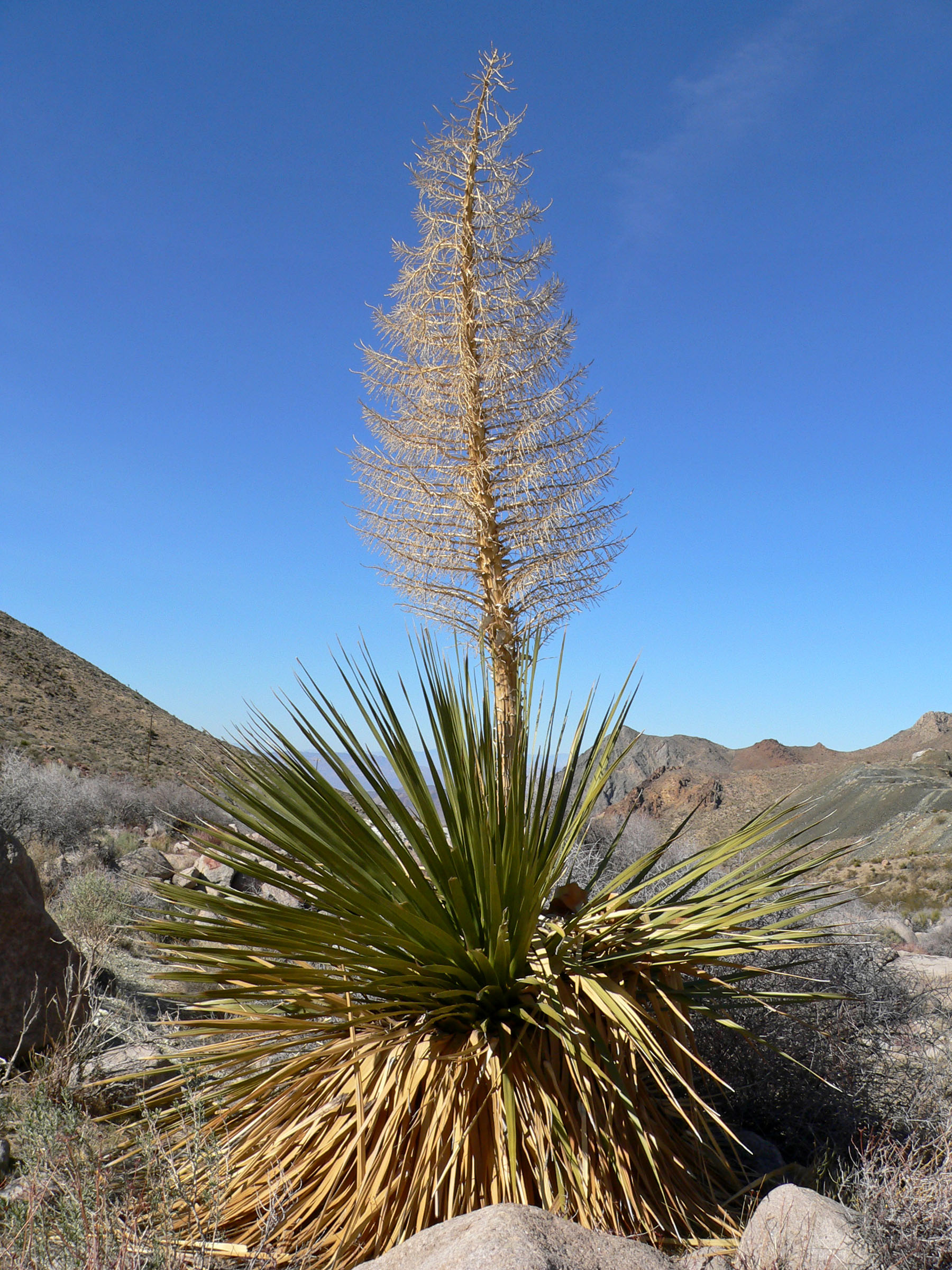
Inflorescence de Nolina parryi.
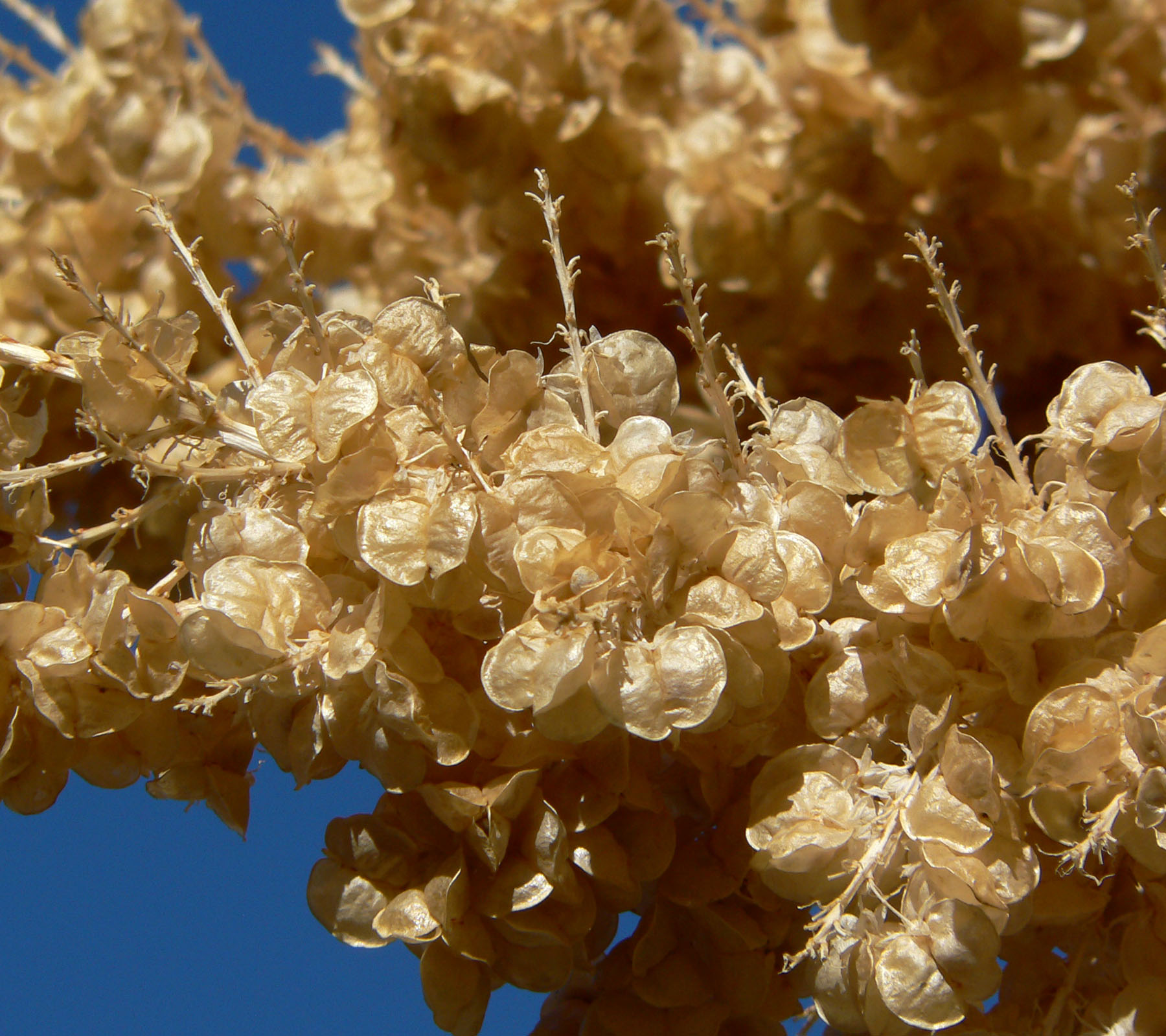
Fruits de Nolina parryi.
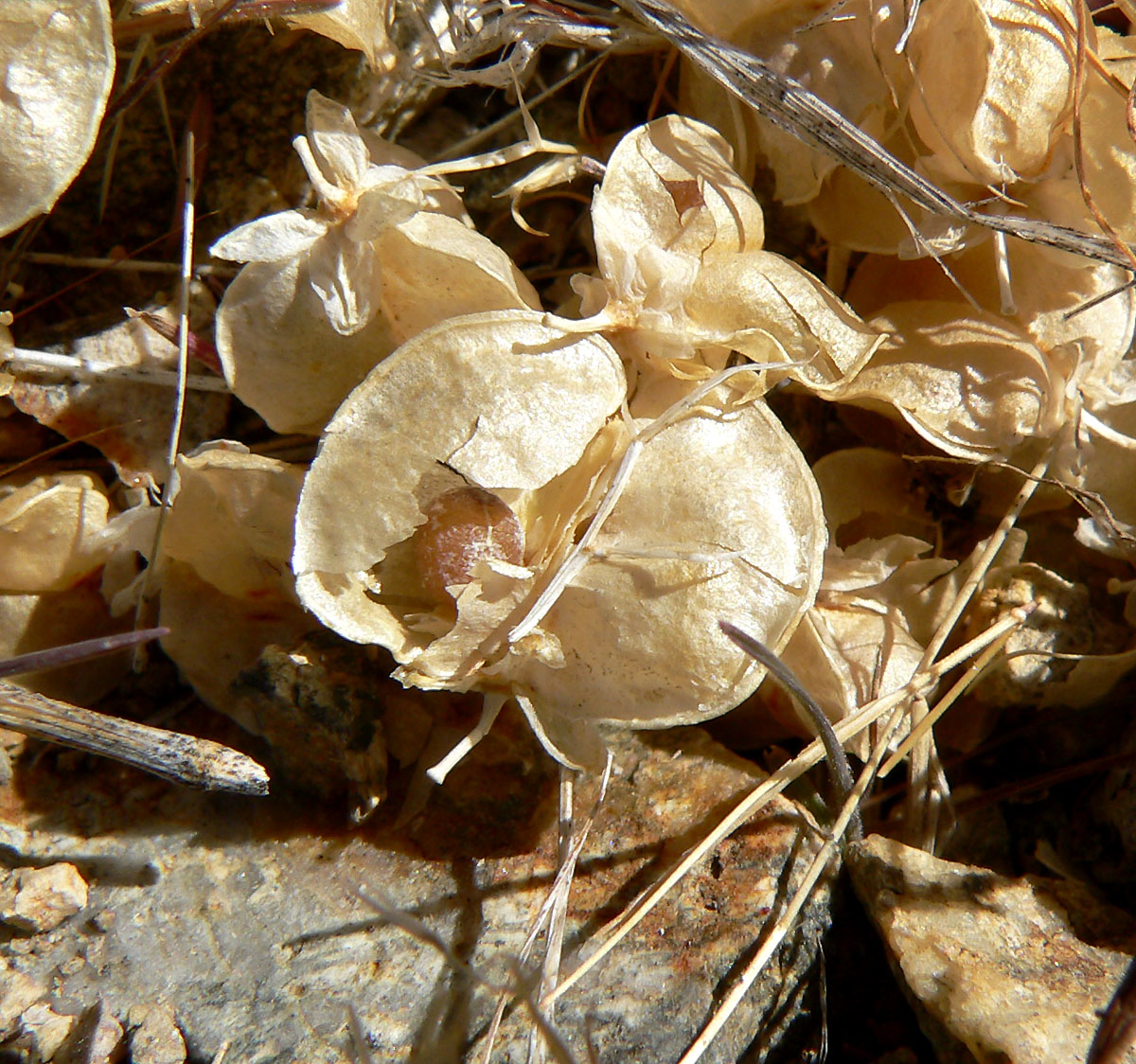
Gros plan sur un fruit, ouvert sur une graine.

## Liste des sous-espèces
Selon Tropicos (14 septembre 2021) (Attention liste brute contenant possiblement des synonymes) :
- sous-espèce Nolina parryi subsp. parryi
- sous-espèce Nolina parryi subsp. wolfii Munz